# هيكي هافيستو
هيكي هافيستو (20 أغسطس 1935 - 22 يوليو 2022)، هو سياسي فنلندي شغل منصب وزير خارجية فنلندا بين عامي 1993 و1995 ممثلاً لحزب الوسط. 